# کراس مونتین (تگزاس)
کراس مونتین (به انگلیسی: Cross Mountain) یک منطقهٔ مسکونی در ایالات متحده آمریکا است که در شهرستان بیر، تگزاس واقع شده‌است. کراس مونتین ۱۷٫۴ کیلومتر مربع مساحت و ۳٬۱۲۴ نفر جمعیت دارد و ۴۲۶ متر بالاتر از سطح دریا واقع شده‌است.